# Giáp cốt văn
Giáp cốt văn (tiếng Trung: 甲骨文) hay chữ giáp cốt là một loại văn tự cổ đại của Trung Quốc thời nhà Thương, chữ giáp cốt được gọi theo một tên gọi khác là chữ tượng hình cổ Trung Hoa.

## Sơ lược
Giáp cốt văn chỉ hệ thống chữ viết tương đối hoàn chỉnh, được phát triển và sử dụng vào cuối đời Thương (thế kỷ 14-11 TCN), dùng để ghi chép lại nội dung chiêm bốc của Hoàng thất lên trên yếm rùa hoặc xương thú. Sau khi lật đổ nhà Thương, nhà Chu vẫn tiếp tục sử dụng thể chữ này. Cho đến nay, đây được xem là thể chữ cổ xưa nhất và là nguồn gốc hình thành chữ Hán hiện đại.
Giáp cốt văn có nghĩa là chữ viết (văn) được khắc trên yếm rùa (giáp) và xương thú (cốt). Giáp cốt văn được phát hiện tại khu vực làng Tiểu Đốn, huyện An Dương, tỉnh Hà Nam, Trung Quốc. Xác định niên đại cách đây khoảng 3000 năm, được chia làm hai loại là giáp văn và cốt văn. Giáp văn được khắc trên yếm của rùa, một số ít được khắc trên mai, cốt văn được khắc trên xương trâu.
Năm Quang Tự thứ 24 triều nhà Thanh (năm 1898), một số nông dân phát hiện ra những mảnh xương thú khắc văn tự, nhưng tưởng là "long cốt" có thể chữa bệnh nên đã bán cho các hiệu thuốc. Nhà kim thạch học Vương Ý Vinh (王懿荣) và học trò là Triệu Quân (赵军) vô tình phát hiện ra trên những "Long cốt" đó là một loại văn tự cổ. Qua khảo sát phát hiện ra nơi có "Long cốt" chính là kinh đô cũ của nhà Ân, tức Ân Khư (殷墟). Ban đầu các học giả không hề biết điều này, bởi vì các nhà buôn cố ý nói dối nơi tìm được "Long cốt".
Hiện tại người ta khai quật được khoảng hơn 15 vạn mảnh xương như thế, có khoảng hơn 5.000 chữ, đã đọc được khoảng 1.500 chữ. Trung Quốc đã treo thưởng 15.000 USD cho bất kỳ 1 chữ nào được giải nghĩa (ví dụ nếu ai giải nghĩa được 10 chữ thì sẽ được thưởng 150.000 USD).
Chữ giáp cốt sử dụng các phương pháp tượng hình, chỉ sự, hội ý để cấu tạo chữ. Về mặt dụng tự pháp ta cũng bắt gặp phương pháp giả tá. Nội dung giáp cốt văn chủ yếu nói về thiên văn, khí tượng, địa lý, tôn giáo... phục vụ nhu cầu tâm linh của vua chúa quý tộc. Vì thế mà giáp cốt văn còn được gọi là chiêm bốc văn tự, chiêm bốc nghĩa là bói toán.

## Tên gọi
Ngoài tên gọi phổ biến là "Giáp cốt văn", nó còn được gọi bằng nhiều tên khác:
- "Khế văn"( 契文), "Ân khế"(殷契) xuất phát từ việc dùng dao để khắc nét.
- "Giáp cốt bốc tự"(甲骨卜辞), "Trinh bốc văn tự"(贞卜文字) xuất phát từ nội dung ghi chép là về việc chiêm bốc.
- "Quy giáp thú cốt văn'(龟甲兽骨文), "Quy giáp văn tự"(龟甲文字), "Quy bản văn"(龟版文) xuất phát từ vật liệu ghi chép là yếm rùa và xương thú.

Ngày 25-12-1921, nhà sử học Trung Quốc Lục Mậu Đức(陆懋德) ở Bắc Kinh phát biểu trong "Thần Báo Phụ Khan" bài "Sự phát hiện và giá trị của Giáp cốt văn" lần đầu sử dụng tên gọi Giáp cốt văn. Từ đó, nhiều nhà nghiên cứu vẫn tiếp tục sử dụng tên gọi này, và dần dần trở nên phổ biến trong giới nghiên cứu và nhân dân.

## Đặc điểm của Giáp cốt văn
Xét về mặt số lượng cũng như kết cấu chữ, giáp cốt văn đã phát triển thành hệ thống chữ viết tương đối hoàn chỉnh, đã có sự thể hiện cách cấu thành chữ theo lối "lục thư" chữ Hán, tuy nhiên chữ vẫn chưa thoát khỏi những hình vẽ nguyên thủy.
Về mặt cấu tạo, một số chữ tương hình mang tính khắc họa đặc trưng của vật thực, chưa thống nhất về số nét, cách viết, bố cục chữ.
Các chữ tượng ý của giáp cốt văn chỉ yêu cầu sự tổ hợp của các thành phần để tạo nên hàm ý của chữ, chưa chú ý sắp xếp. Do đó, chữ dị thể của giáp cốt văn rất nhiều, có chữ có hơn 10 cách viết.
Vì chữ giáp cốt chú trọng miêu tả vật thật, do đó kích thước chữ không thống nhất. Chữ dài, ngắn khác nhau, một số chữ có thể to bằng vài chữ.
Cách tạo chữ bao gồm tượng hình, tượng sự, hội ý, hình thanh, chuyển chú, giả tá,... mang dáng dấp của cách tạo chữ "lục thư" chữ Hán, cho thấy sự thành thục và mức phát triển cao của loại chữ viết này.
Cách khắc chữ dù chưa thống nhất, nhưng cũng có tính thống nhất nhất định. Chữ hoặc được khắc từ trên xuống, hoặc từ dưới lên, từ trái qua, từ phải lại, thường nét ngang trước nét dọc.
Do khắc bằng dao, nên các nét mảnh và thẳng. Lại do vật liệu (xương cứng, mềm), dụng cụ (dao cùn, bén) mà nét chữ khắc lên thô mảnh không đồng nhất. Độ dài ngắn nét không nhất định. Có chữ ngoằn ngoèo, bắt chéo, lại có chữ phân bố tầng lớp một cách trang trọng, thể hiện sự sáng tạo phong phú và cảm hứng thẩm mỹ của người xưa.
Mặc dù vậy, giáp cốt văn vẫn giữ được sự đối xứng và bố cục tương đối ổn định. Do đó có người cho rằng thư pháp Trung Quốc bắt đầu từ chữ giáp cốt, vì nó đã mang 3 đặc tính của thư pháp: dụng bút, kết tự, chương pháp.

## Quá trình khai quật
Năm Quang Tự thứ 25 (1899) giáp cốt văn bắt đầu được các nhà kim thạch học cất giữ. Từ năm 1928 đến năm 1937 Sở nghiên cứu lịch sử và ngôn ngữ thuộc viện Nghiên cứu Trung ương Trung Quốc đã khai quật được khoảng 25.000 mảnh xương ở Ân Khư. Năm 1937 tại An Dương, Hà Nam, Trung Quốc đã có khoảng hơn 4.000 mảnh xương được khai quật. Từ năm 1954, viện Nghiên cứu Trung ương cũng tìm được khoảng 300 mảnh xương tại Sơn Tây, Bắc Kinh, di chỉ Chu Nguyên.

## Tình trạng bảo tồn
Hiện đã khai quật được khoảng 154.000 mảnh xương, trong đó Trung Quốc đại lục giữ hơn 100.000, Đài Loan hơn 30.000, Hồng Kông hơn 100, 12 quốc gia khác như Nhật Bản, Anh, Thụy Điển... giữ khoảng 27.000 mảnh nữa.

## Một số ví dụ

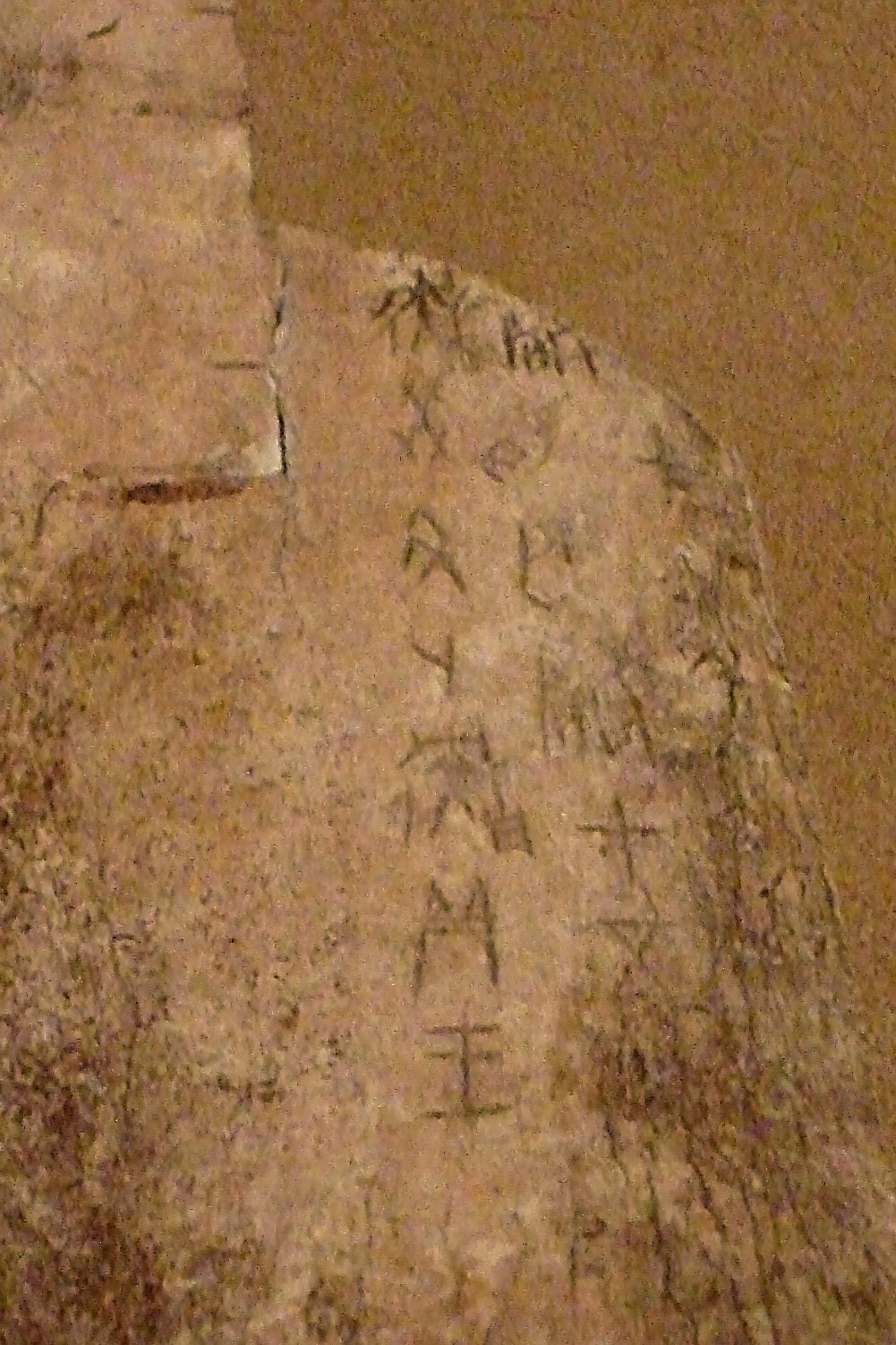
Một cái bảng với chữ giáp cốt (bảng đó còn chưa xong) với thầy bói yêu cầu nhà vua Thương nếu có một điều hơn 10 ngày
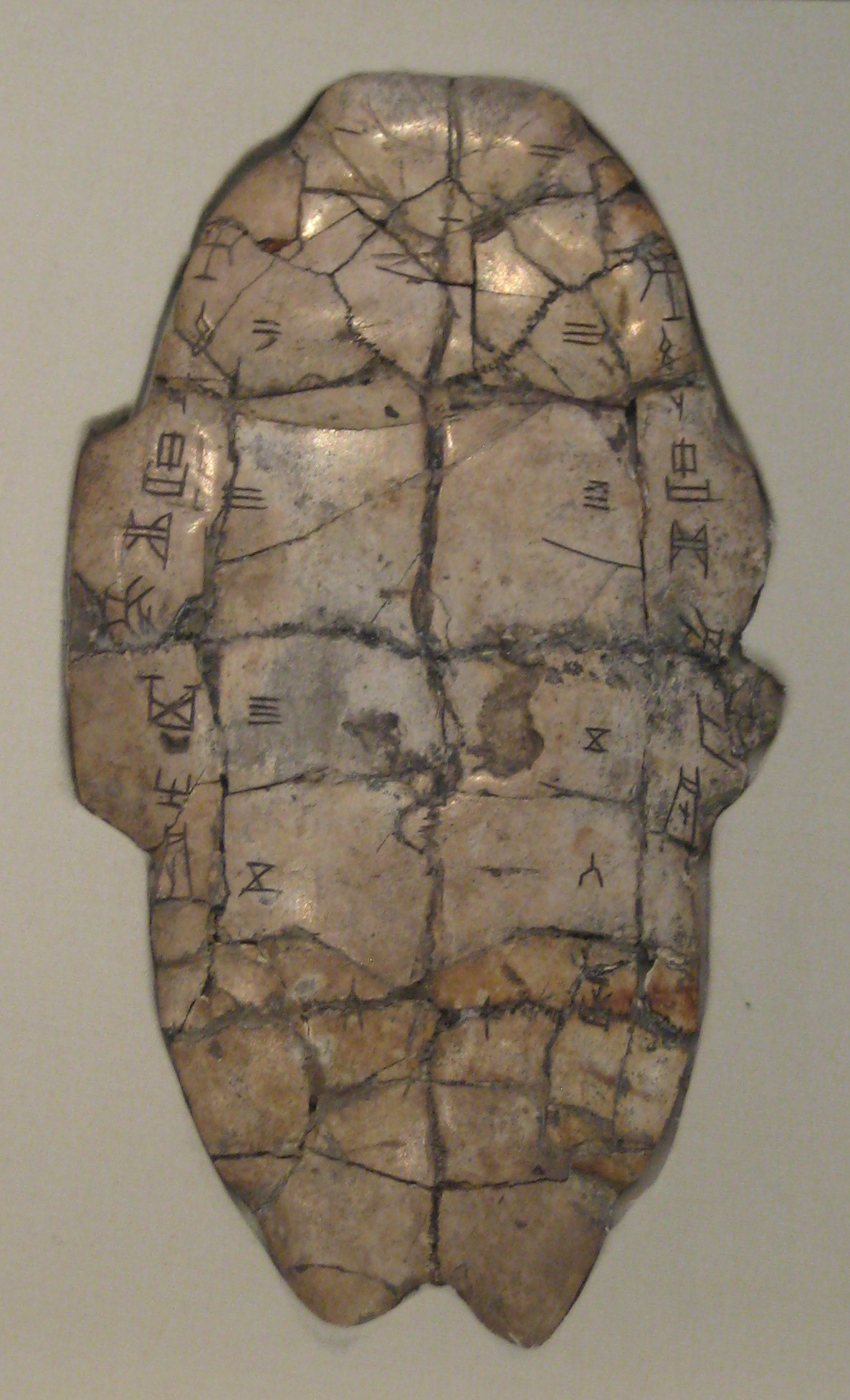
Một yếm rùa với thầy bói bản khắc từ thời cai trị vua Vũ Đinh
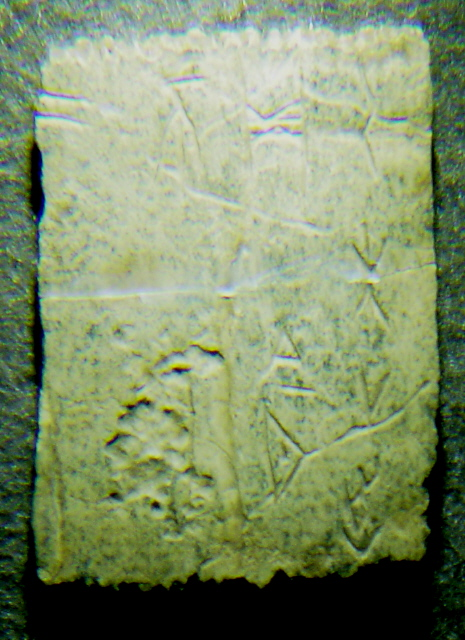
Giáp cốt văn từ một thầy bói
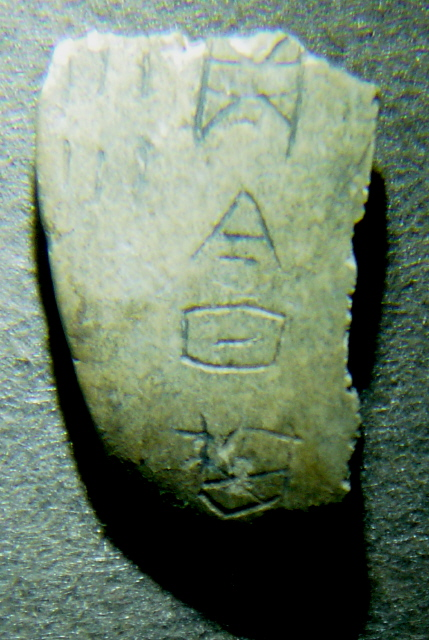
Giáp cốt văn có câu hỏi về mùa mưa bởi thầy bói: Kim nhật, Kỳ vũ? (Hôm nay, nó có mưa không?)
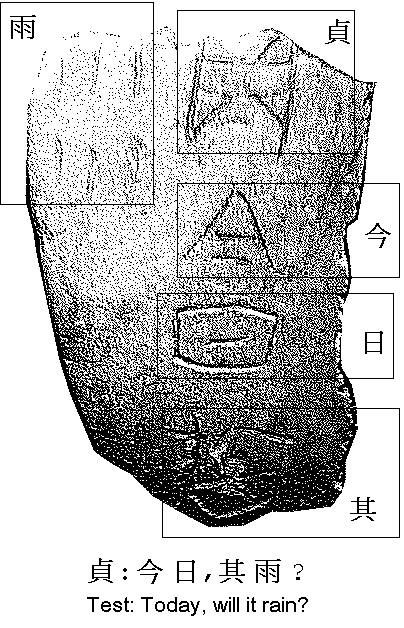
Giáp cốt văn có câu hỏi về mùa mưa (được chú giải)
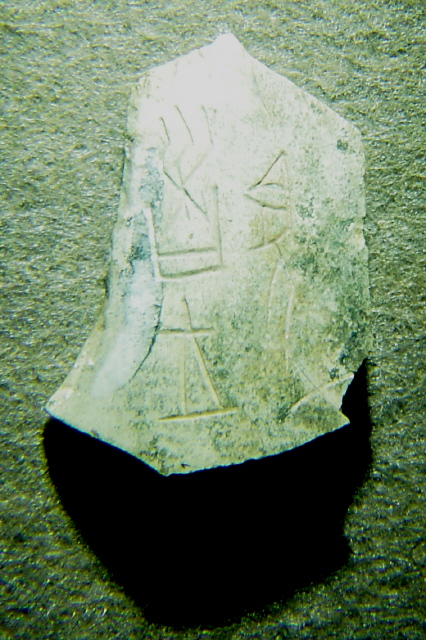
Giáp cốt văn cho mùa xuân
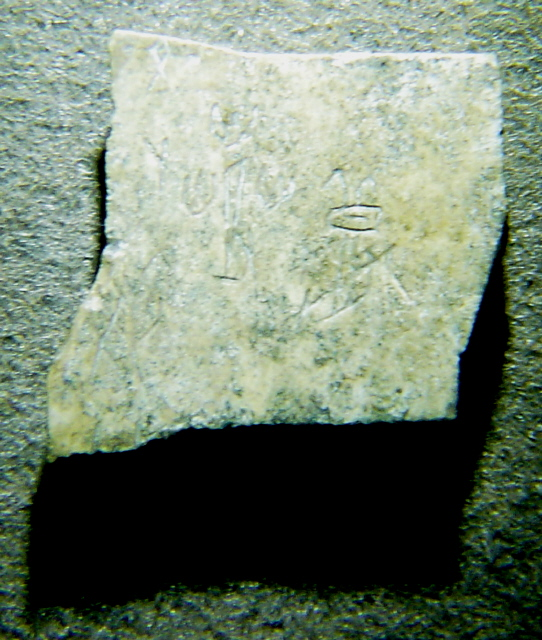
Giáp cốt văn cho mùa thu
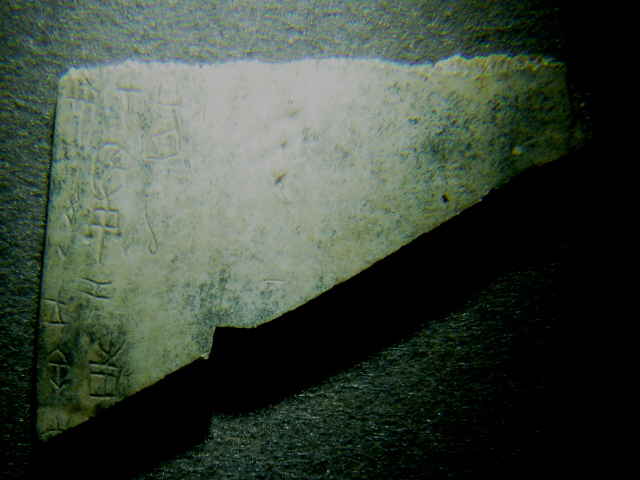
Giáp cốt văn cho mùa đông
Chữ "豕" (thỉ: lợn)
Chữ 犬 (khuyển: chó)
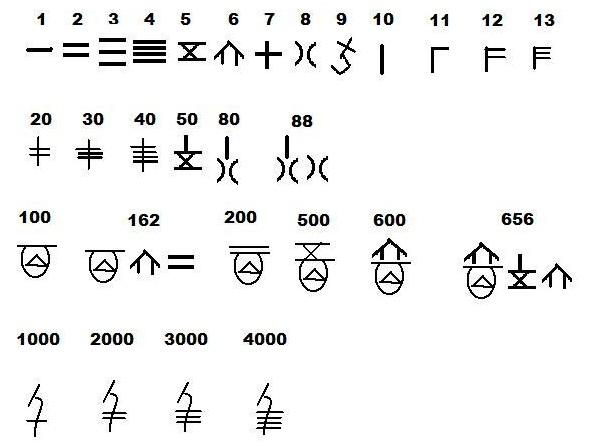
Chữ số giáp cốt văn thời nhà Thương (thế kỷ 14 TCN).